# 1955年のル・マン24時間レース

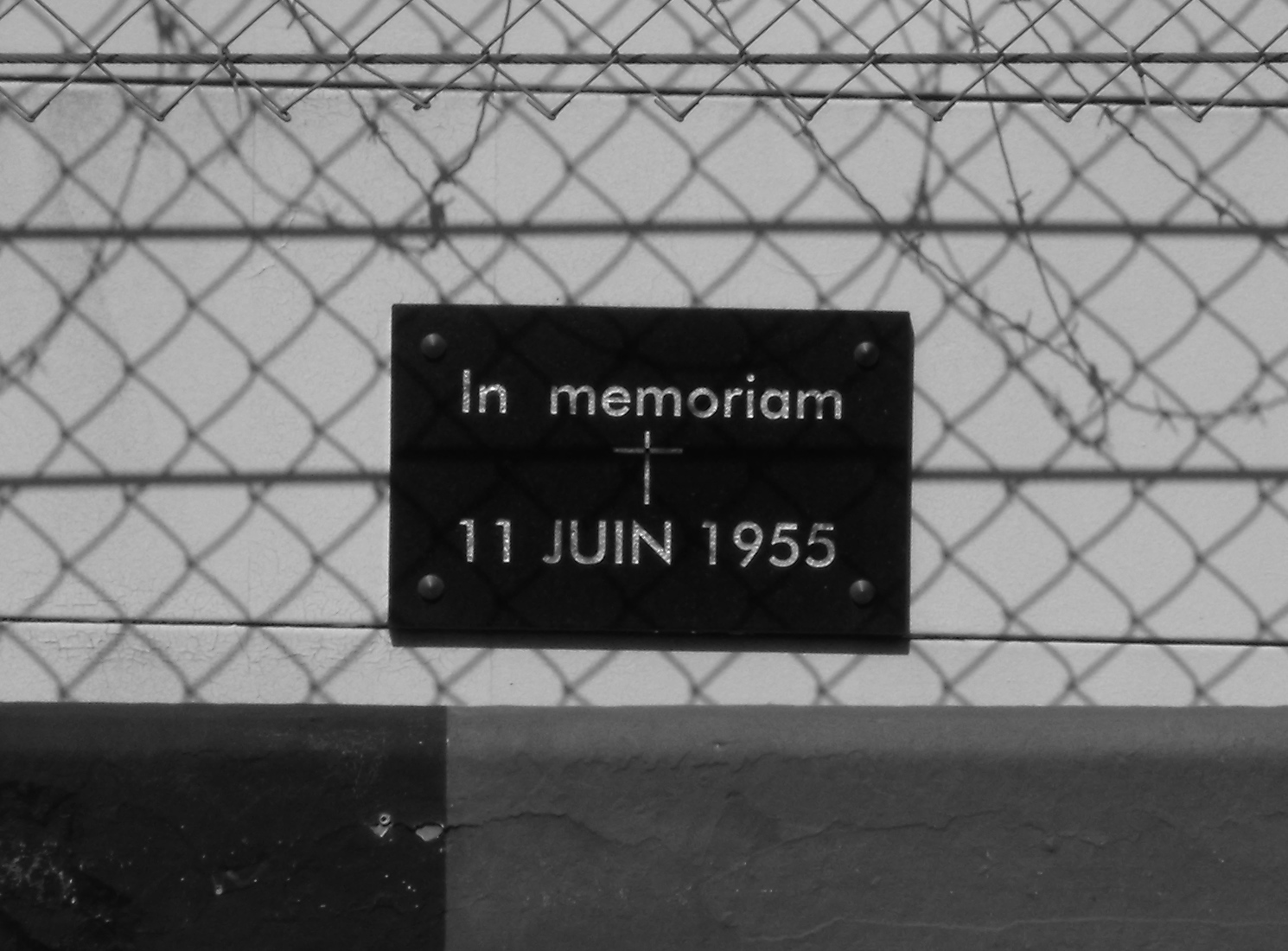
サルト・サーキットの事故現場に置かれるメモリアルプレート

1955年のル・マン24時間レース（24 Heures du Mans 1955）は、23回目のル・マン24時間レース、またスポーツカー世界選手権第4戦として、1955年6月11日から6月12日にかけてフランスのサルト・サーキットで行われた。
23回目となるこの大会では接触事故でメルセデス・ベンツ・300SLRが爆発炎上し、ドライバーのピエール・ルヴェーと観客83名が死亡するというモータースポーツ史上最悪の惨事が発生した。

## 概要
戦後再開後7回目を数えるこの年のレースは、イギリスのジャガー、イタリアのフェラーリ、ドイツのメルセデス・ベンツという3大ワークスの対決が注目された。
1951年、1953年大会の勝者であるジャガーは、前年登場したパワーアシスト付きの4輪ディスクブレーキを備え、最高速に優れる流線型のボディを持つDタイプの改良型を投入した。
1949年、1954年大会の勝者であるフェラーリは、パワフルな4.4リットルエンジンを搭載する121LMを投入。前年は雨交じりのコンディションの中、フェラーリがジャガーの追走をかわして僅差で逃げ切るという展開であった。
そして、1952年の勝者であるメルセデス・ベンツは、ガソリン直噴エンジン、エアブレーキなどの斬新な機構をもつ300SLRで3年ぶりに参戦。ファン・マヌエル・ファンジオとスターリング・モスという新旧スタードライバーがコンビを組んだ。

## レース経過
6月11日16時、恒例のル・マン式スタートで決勝が始まった。フェラーリのエース、エウジェニオ・カステロッティが好スタートを切り、ジャガーのエース、マイク・ホーソーンが続いた。メルセデスのファンジオは、マシンに乗り込む際にズボンをシフトレバーに引っ掛けるという失態で14位と出遅れたが、すぐさま3位に浮上した。ホーソーンとファンジオはカステロッティを抜き、前年の最速ラップ記録を更新するハイペースでトップ争いを続けた。2時間経過後はホーソーン、ファンジオから遅れて、カステロッティ、ウンベルト・マリオーリ（フェラーリ）、カール・クリング（メルセデス）、ピエール・ルヴェー（メルセデス）という順位。2時間半に近づき、各車とも最初のピットストップ（燃料補給・ドライバー交代）の時間を迎えた。まずフェラーリ勢がピットインし、ジャガー、メルセデス両陣営からもピットインの指示が出された。
18時28分、ホーソーンはピット手前で周回遅れのランス・マックリン（オースチン・ヒーレー・100S）を追い抜きざま、ピットインのため減速した。しかし、マックリンが走行ラインを乱したところにルヴェーのメルセデスが追突して宙を舞い、観客席のそばに落下して爆発炎上。さらにはマシンから外れた部品が砲弾のようにグランドスタンドに飛び込み、観客を次々となぎ倒した。辛うじて多重事故は起きなかったが、スタンドは死傷者の救助活動と逃げ惑う人々で騒然とし、爆心地のような惨状を呈した。
大会主催者のフランス西部自動車クラブは、レースを中止すると帰路につく観客で周辺道路が渋滞し、救急車の運行が困難になると判断してレースの続行を決めた（場内で事故のアナウンスがなされたのは深夜になってからだった）。事故に絡んだジャガー、メルセデス両陣営とも、レースから降りると過失を認めたと思われかねないと判断して走行を続けた。
その後フェラーリ勢が故障で消え、日付が12日に変わる頃、ファンジオ/モス組のメルセデスはホーソーン/アイヴァー・ビューブ組のジャガーに2周の差をつけてトップを守り、僅差の3位にもメルセデスが付けていた。しかし、ダイムラー・ベンツ本社は世論への影響を考慮してレース中止を指示。チームは1時45分に2台のマシンを呼び戻し、「多くの観客を死傷せしめた責任を取り、僚友ルヴェー及び多くの死者に哀悼の意を表する」との声明を残してドイツ本国に帰還した。メルセデスはジャガー陣営にも自主リタイアを促したが、ジャガーのロフティ・イングランド監督はこれに応じなかった。
これによってホーソーン/ビューブ組のトップは確定的となり、24時間目の12日16時に優勝のチェッカーフラッグを受けた。大事故に加えて終盤は雨中のレースとなったが、優勝者の走行距離4,135.380 kmと平均速度172.308km/hは大会新記録であった。2位はマセラティとの接戦を制したアストンマーティン、3位はジャガーのプライベーターチーム、エキュリー・フランコルシャンという結果となった。1.5 Lエンジンのポルシェは4位から6位を占める健闘を見せた。

## 事故の詳細

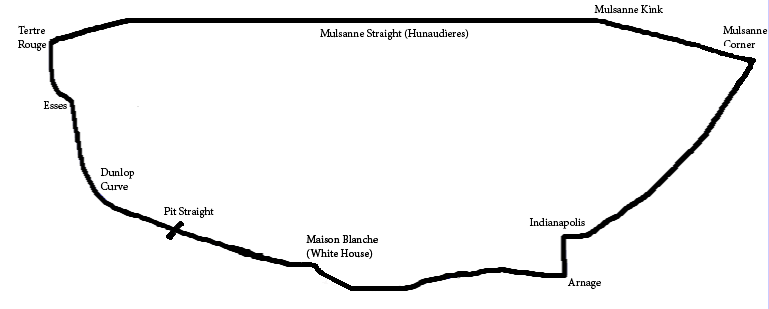
1955年のコース

事故の状況図。ホーソーンのジャガー（緑6番）、マックリンのオースチン・ヒーレー（青26番）、ルヴェーのメルセデス（銀20番）、ファンジオのメルセデス（銀19番）

接触事故の発生地点は高速S字カーブ、メゾン・ブランシェを抜けてスタート/ゴールラインにむかう直線区間で、現在は車速を落とすためフォードシケインが設置されている。コース右手にはピット施設、左手には屋根付きのグランドスタンドがある。
34周目走行中の位置関係は、マックリンのオースチン・ヒーレー（1周遅れ）の後方にクリングとルヴェーのメルセデス2台がおり、トップを争っていたホーソーンのジャガーとファンジオのメルセデスが追いついてきた。ホーソーンはクリングとルヴェーを周回遅れにし、マックリンの後方に迫る。クリングはピットインのためルヴェーとファンジオに道を譲る。マックリン、ホーソーン、ルヴェー、ファンジオ、クリングの順で事故現場に差しかかった。
1. 後方のジャガーとメルセデスを確認したマックリンはコース右側を走り、左側のレーシングラインを譲った。
2. ホーソーンはマックリンを左からかわした直後、前方に割り込みつつピットインのため減速した。ジャガーの4輪ディスクブレーキの制動力は高く、マックリンは真後ろから追突しそうになった。
3. 驚いたマックリンは急ブレーキをかけてコース中央へ回避したが、4輪がスライドして姿勢が乱れた。
4. ルヴェーはマックリンを左から抜こうとしたがかわしきれず、後部に右前輪が乗り上げ宙に舞った。マックリンは「突然大きな衝撃があり、ルヴェーの車のタイヤが私の左耳をかすめた。排気熱まで感じられたほどだ」と語っている[8]。マックリンは衝撃でスピンし、後ろ向きでコース上を滑った。
5. ルヴェーのマシンはグランドスタンド側の防護土塁の上に落下して転がるように数回バウンド。重量物のエンジンとサスペンションが引きちぎれてスタンドに飛散した。マシンはピットとスタンドをつなぐ地下道階段の側壁に激突して爆発炎上し、ルヴェーはマシンから放り出されて死亡した。
6. ルヴェーの直後にいたファンジオは右側に進路をとり、マックリンとピットレーンで減速中のホーソーンの間にわずかなスペースを見つけて走り抜けた。
7. マックリンは制御不能のままピットウォールにぶつかり、スタンド側へ弾き返されるようにして停止した。この際、ピットレーンにいた警察官や記者数人が轢かれた。マックリンにけがはなく、直ちにマシンから脱出した。

消火作業と撤去作業でホームストレート付近は混乱し、シャルル・ファルー大会委員長がコース上で黄旗を振って後続車に減速を促した。ホーソーンはジャガーのピットをオーバーランして70 m先で停車したが、この位置ではルール上ドライバーの交代ができないため、もう1周して再度ピットインした。

## 事故原因に関する諸説
レース後査問委員会が設けられ、関係者の事情聴取や現場検証が行われた。各国のメディアで事故原因を究明する報道がなされたが、5か月の調査の後、査問委員会は大会主催者およびいずれのドライバー・チームにも責任はないとの結論を下した。

### サーキットの設備問題
当時の一般的なサーキットはピットレーンと本コースが区切られておらず、ピットに出入りする低速のマシンと高速走行中のマシンが接触する危険性は常にあった。しかも、サルト・サーキットの場合はコース幅が非常に狭く、ピットへの減速レーンが設けられていなかったため、周回遅れのマックリンとピットへ向かうホーソーンが同じ車線を通る結果を招いた。さらに、ピットレーン手前は緩やかな右コーナーとなっているため、コースアウトするとコース左側の観客席に向かう格好となる上、観客席がコースに近く防護柵などが備わっていなかったことも被害の拡大に影響した。
マックリンは事故調査の専門家から聞いた話として、「もしルヴェーのマシンの跳んだ方向が15cmずれていたら、階段の壁に当たらずスタンドに飛び込み1,000人以上は死傷していただろう、自分かファンジオがホーソーンにぶつかってピットに飛び込んだら、燃料タンクのあるピットは大火災になっただろう」と語っている。
本件ののち、西部自動車クラブは自治体から多額の借款をうけて改修工事を行い、ピット施設を取り壊してコース幅を広げた（後退した位置に3階建てのピットが新築された）。スタンドとコースの間には溝が設けられた。また、ドライバーがチームの指示を見やすくなるよう、ユノディエールの直線の終わりの低速コーナー、ミュルサンヌにサインボードエリアが新設された。これらの準備のため、1956年大会は例年より1か月遅い7月28日から7月29日に開催された。

### ホーソーンとマックリンの言い分
フランスのマスコミはホーソーンの車線変更と減速が不適切な判断であったとして批判した。ピットイン直前に周回遅れを抜く必要があったのか、あるいは停車位置をオーバーランしたことから、ファンジオとの首位争いに熱中しすぎてピットインを忘れ、慌ててピットに滑り込もうとしたのではないかと疑われた。
ホーソーンは自伝『Challenge Me the Race』の中で、マックリンを抜きつつ進路変更するだけの余裕があると計算し、「ピットが近づいてきたので片手を挙げ、ブレーキをかけ、進路を変えた」「目前の事故に呆然としたため、ピットの前を通り過ぎてしまった」と説明した。ジャガーチームのロフティ・イングランド監督は、周回遅れよりも数段速い車に乗るホーソーンの判断は適切だったと擁護し、マックリンは後続に注意を払っていてホーソーンのブレーキングに気づくのが遅れたのではないかと私見を述べている。自動車ジャーナリストのポール・フレールも同様の見解で、ピットまで1kmのあいだ周回遅れの後ろで待つ必要はなかったとしている。
マックリンはホーソーンの進路変更を、ファンジオとの先頭交代で観客を楽しませる余興と思ったが、直後に自分の20-30m前で突然ブレーキングを開始したと供述している。ホーソーンの自伝が出版されると『デイリー・ミラー』紙上で「合図など一切見なかったし、私の前に充分なスペースなどなかった」と反論し、ホーソーンを相手取り誹謗を申し立てる訴訟を起こした。
事故直後のホーソーンは動揺し「もうおしまいだ、クルマには乗らない」と洩らしたが、レースに参加し続けた。ゴール後には、優勝者に贈られるシャンパンを飲みほしながら高笑いしたことが批判の対象となった。フランスの自動車雑誌『ロト・ジュルナル』はこの場面の写真に「A Votre santé, Monsieur Hawthorn!（あなたの無事を祝して、ムッシュ・ホーソーン!）」と皮肉な見出しをつけた。

### ファンジオの見解
事故死したルヴェーのチームメイトで、当時彼の後方を走行しコクピットから事故の一部始終を目撃したファン・マヌエル・ファンジオは自身が出演した映画『グレート・ドライバー（原題"Fangio"）』の中で、事故の経緯について模型を用いながら解説している。この映画の中では、批判の的となったホーソーンのピットインについて「ピット手前360mからの減速で、ルール上問題はなかった」とフォローの立場をとっている。またその後マクリンがホーソーンを左側から追い越し、さらにクリングがコース左側からピットに向かって進路を右に変えた結果、ルヴェーが行き場を失って悲劇が起きたと語り、自分は奇跡的に難を免れたがその背後は地獄だった―と結んでいる。
上記はあくまで映画撮影当時におけるファンジオ自身の見解であり、映像資料等と照らし合わせると事実と異なる点も見受けられる（マクリンとクリングの位置関係、など）

### ルヴェーの危機回避能力
事故死したフランス人ドライバー、ピエール・ルヴェーはスポット契約でメルセデスに乗り、この年のルマンに出場していた。1952年のル・マン24時間レースではタルボ-ラーゴに乗り1人で23時間ドライブし続け優勝目前までいったが、疲労のためシフトミスを犯しエンジンを壊してリタイアしたという経歴を持つ。思いがけず優勝したメルセデスのアルフレート・ノイバウアー監督は「ルマンに我々が復帰するときはいつでも我々の車に乗ってもらう」とルヴェーをねぎらい、その約束を守った。
しかし、大会前の練習走行のタイムから、49歳のルヴェーが最新型の300SLRを乗りこなせるのか疑問視されていた。スターリング・モスはマックリンとの接触について「もしルヴェーより若い人だったら結果は違ったかもしれない」と述べている。現場検証に立ち会ったマックリンは、自分の左側には4.9mのスペースがあり、通常の方法で抜くことができたはずだと述べている。
しかし、実際に事故の瞬間を捉えた映像では突如左に大きくラインを変えたマックリンを回避できる程のスペースはほとんどなく、仮にドライバーがルヴェーでなくとも接触の回避は不可能だったとされている。
ルヴェーの後方にいたファンジオは著書『ファンジオ自伝』の中で「ルヴェーはマックリンのオースティン・ヒーレーの左側を通り抜けようと、必死の操作を試みたが、それは不可能であった」と述べている。接触の直前、ルヴェーは左手を挙げて後方に合図しており、ファンジオは「私が今も生きていられるのはルヴェーのおかげである」「私に警告するためにあげた手が、さよならをいうためにあげたように思える」と振り返っている。

### メルセデス・ベンツの技術違反嫌疑
メルセデスチームは自主リタイア後、速やかに撤収作業を行いサーキットを後にした。12日早朝にフランス警察が国境検問所に対して、捜査のためにメルセデスの輸送隊を足止めするよう連絡したが、彼らはすでに国境を越えて西ドイツに戻っていた。その手際の良さがかえって「マシンの欠陥やレギュレーション違反が発覚するのを怖れたのではないか」という嫌疑を招いた（事故発生後には観客席でメカニック達が部品を回収する姿が目撃されていた）。
なお事故後にダイムラー・ベンツが公式声明で「事故の原因は、ジャガーに乗るイギリス人のマイク・ホーソーンにあり、メルセデスはむしろ被害者だ」と述べたことで、イギリスでの風当たりは特に強かった。
ルヴェーのマシンが黒煙を上げながら激しく炎上し、消火作業中に再度爆発したことから、「エレクトロン製のボディが発火したのではないか」、「燃料に違法な化合物を添加していたのではないか」と噂された。ル・マンでは全車に指定燃料の使用が義務付けられており、給油作業時にはオフィシャルが成分を検査するという手続きがある。メルセデスは車検でも分からないような部品にニトロメタンを隠しておき、走行中に燃料に混入していたのではないかという説である。
メルセデス・ベンツの監督アルフレート・ノイバウアーは記者会見で実験をしてみせ、電気めっきした金属を加熱して水をかけると煙と炎がまきあがることを説明した。燃料疑惑については、フランスの捜査当局が回収した残骸の中に燃料噴射用のモーターがあり、残留燃料の検査から規定通りの成分であることが証明された。この「違法燃料説」は後々まで語られることになるが、ファンジオは「たわごとだ。あんな素晴らしい車にそんなものいらないよ」と一笑に付している。
なお、メルセデス・ベンツのノイバウアー監督と広報担当のアルトゥル・ケザーは、自主リタイア後の迅速な撤退の理由について、「苦労して開発した燃料噴射システムの秘密が（捜査の過程で外部に）知られてしまうのを避けるためだった」と率直に語っている。

## 影響

### モータースポーツの安全性
1955年はモータースポーツ界にとって衝撃的な死亡事故が相次いでおり、5月26日にはF1の2年連続王者アルベルト・アスカリがテスト中に事故死。5月30日にはインディ500で3連覇を目指していたビル・ブコビッチが多重衝突事故で死亡した。
これらの事故によって自動車レースを危険とみなす論調が国際的に広まり、フランスとイタリアでは一時モータースポーツが自粛され、スイスではレース開催を禁止する法案が可決された。F1世界選手権はフランスGP、ドイツGP、スイスGP、スペインGPの4戦が中止となり、メキシコの公道耐久レース、カレラ・パナメリカーナ・メヒコはイベント自体が打ち切られた。
2年後の1957年には、ル・マンと並ぶ人気イベントだった公道レースのミッレミリアで再び観客を巻き込む死亡事故が起こり、コンストラクターのフェラーリの責任が問われ（その後却下）、ミッレミリアそのものが廃止となった。さらにパワー競争を抑制することを目的に、1958年からスポーツカー世界選手権に排気量制限が導入された。
このように、1955年のル・マンの事故は観客への安全対策とマシンの性能抑制という意識改革をもたらすきっかけとなったが、「レースに死の危険は付き物」という状況はその後も続いた。当時の認識では、事故で潰れた車体に閉じ込められたまま火災に遭うよりも、車外へ放り出された方が助かる見込みがあるという理由から、シートベルトを装着しないのが一般的であった。その後、ジャッキー・スチュワートなどのレーシングドライバーによる啓蒙活動と、サーキットの医療体制の充実、レーサーの装具の難燃性向上、車体側の安全基準の厳格化など、長い時間をかけて継続的な安全性の向上が図られていった。

### メルセデス・ベンツの活動休止
メルセデスは1954年から本格的にモータースポーツ活動を再開し、F1と耐久レースで華々しい成果を収めていたが、ダイムラー・ベンツ経営陣はレース部門の予算と人員を市販車開発に集中するため、ル・マンの前に1955年限りでF1から撤退することを表明していた。耐久レースには翌年も参戦する予定で、300SLRクーペタイプの製作と新型エンジンの開発を進めていた。
しかし、選手権最終戦のタルガ・フローリオを制してマニュファクチャラーズタイトルを獲得した10月16日の夜、ノイバウアー監督は全レース活動を休止するという本社の決定を知らされた。休止期間は「数年間」とされていたが、実際にル・マンでの活動を再開するのは30年後、1985年のことであった。この時はプライベートチーム、ザウバーへのエンジン供給の形であったが、1988年より「ザウバー・メルセデス」として公式に復帰している。

## 記念ミニカーの回収
1952年優勝時にレース関係者に300SLRのミニカーが配布された。しかし1955年のレース中に起きた悲惨な事故により自主回収の後処分された。だが回収の手を免れ残ったミニカーが僅かに存在している。

## レース結果
出走60台中完走21台（完走率35%）、リタイア39台。

### 部門賞・記録
- 総合優勝 ジャガー・Dタイプ[6]、6号車[6]（マイク・ホーソーン/アイヴァー・ビューブ組[6]）
  - 走行距離 4,135.380km[1][5][6]
  - 平均速度 172.308km/h[1][6]
- クラス別優勝
  - 2,001 - 3,000cc アストンマーティン・DB3S（英語版）[6]、23号車[6]（ピーター・コリンズ/ポール・フレール[6]）
  - 1,501 - 2,000cc ブリストル・450C、34号車（ピーター・S・ウィルソン/ジム・メイヤーズ）
  - 1,101 - 1,500cc ポルシェ・550/4 RS1500、37号車（ヘルムート・ポレンスキー/リヒャルト・フォン・フランケンベルク）
  - 750 - 1,100cc ポルシェ・550/4、49号車（Auguste Veuillet/Zora Arkus-Duntov）
  - 501 - 750cc DB・HBR、63号車（ルイ・コルネ/ロベール・ムーガン）
- 性能数値賞 ポルシェ・550/4RS1500、37号車（ヘルムート・ポレンスキー/リヒャルト・フォン・フランケンベルク）
- バイエナルカップ ポルシェ・550/4RS1500、37号車（ヘルムート・ポレンスキー/リヒャルト・フォン・フランケンベルク）
- ファステストラップ 4分06秒6 マイク・ホーソーン（ジャガー・Dタイプ）

### 完走
| 順位 | クラス | 車番 | チーム                                     | ドライバー                                                        | シャーシ                         | エンジン                                             | 周回数 |
| ---- | ------ | ---- | ------------------------------------------ | ----------------------------------------------------------------- | -------------------------------- | ---------------------------------------------------- | ------ |
| 1    | S 5.0  | 6    | ジャガー・カーズ                           | - マイク・ホーソーン - アイバー・ビューブ                         | ジャガー・Dタイプ                | ジャガー・3,442cc直列6気筒                           | 307    |
| 2    | S 3.0  | 23   | アストンマーティン                         | - ピーター・コリンズ - ポール・フレール                           | アストンマーティン・DB3S         | アストンマーティン・2,922cc直列6気筒                 | 302    |
| 3    | S 5.0  | 10   | エキュリー・フランコルシャン               | - ジョニー・クレエ - ジャック・スワターズ                         | ジャガー・Dタイプ                | ジャガー・3,422cc直列6気筒                           | 296    |
| 4    | S 1.5  | 37   | ポルシェ                                   | - ヘルムート・ポレンスキー - リヒャルト・フォン・フランケンベルグ | ポルシェ・550/4 RS1500           | ポルシェ・1.5リットル水平対向4気筒                   | 284    |
| 5    | S 1.5  | 66   | - Equipe Nationale Belga - Gustave Olivier | - ウォルフガング・ザイデル - オリヴィエ・ジャンドビアン           | ポルシェ・550/4 RS1500           | ポルシェ・1.5リットル水平対向4気筒                   | 276    |
| 6    | S 1.5  | 62   | ポルシェ                                   | - Helm Glo"ckler - Joroslav Juhan                                 | ポルシェ・550/4 RS1500           | ポルシェ・1.5リットル水平対向4気筒                   | 273    |
| 7    | S 2.0  | 34   | ブリストル飛行機                           | - ピーター・ウィルソン - ジム・メイヤース                         | ブリストル・450C                 | ブリストル・2.0リットル直列6気筒                     | 271    |
| 8    | S 2.0  | 33   | ブリストル飛行機                           | - マイク・キーン - トミー・ライン                                 | ブリストル・450C                 | ブリストル・2.0リットル直列6気筒                     | 270    |
| 9    | S 2.0  | 32   | ブリストル飛行機                           | - トミー・ウィズダム - ジャック・フェアマン                       | ブリストル・450C                 | ブリストル・2.0リットル直列6気筒                     | 268    |
| 10   | S 2.0  | 35   | フレイザー・ナッシュ                       | - マルセル・ベコー - リチャード・ストゥープ                       | フレイザー・ナッシュ・セブリング | ブリストル・2.0リットル直列6気筒                     | 260    |
| 11   | S 1.5  | 40   | Edgar Fronteras                            | - ジュリオ・カビアンカ - ジュセッペ・スコルバーティ               | オスカ・MT-4 1500                | オスカ・1.5リットル直列4気筒                         | 256    |
| 12   | S 1.5  | 41   | MG・カーズ                                 | - ケン・マイルズ - ジョニー・ロケット                             | MG・EX182                        | MG・1,489cc直列4気筒                                 | 249    |
| 13   | S 1.1  | 49   | ポルシェ KG                                | - Auguste Veuillet - Zora Arkus-Duntov                            | ポルシェ・356/4                  | ポルシェ・1.1リットル水平対向4気筒                   | 245    |
| 14   | S 2.0  | 28   | スタンダード・トライアンフ                 | - ロバート・ディクソン - ニニアン・サンダーソン                   | トライアンフ・TR2                | トライアンフ・1,991cc直列4気筒                       | 242    |
| 15   | S 2.0  | 29   | スタンダード・トライアンフ                 | - ケン・リチャードソン - バート・ハドリー                         | トライアンフ・TR2                | トライアンフ・1,991cc直列4気筒                       | 242    |
| 16   | S 750  | 63   | エキュリー・ジュディ=ボネ                  | - ルイ・コルネ - ロベール・ムーガン                               | DB・HBR                          | パナール・0.7リットル水平対向2気筒                   | 236    |
| 17   | S 1.5  | 64   | MG・カーズ                                 | - テッド・ランド - ハンス・ウェーフラー                           | MG・EX182                        | MG・1,489cc直列4気筒                                 | 234    |
| 18   | S 1.5  | 65   | ギュスターヴ・オリヴィエ                   | - ギュスターヴ・オリヴィエ - ヨーゼフ・イェーザー                 | ポルシェ・550/4 RS1500           | ポルシェ・1.5リットル水平対向4気筒                   | 234    |
| 19   | S 2.0  | 68   | スタンダード・トライアンフ                 | - レスリー・ブルック - Mortimer Morris-Goodall                    | トライアンフ・TR2                | トライアンフ・1,991cc直列4気筒                       | 214    |
| 20   | S 750  | 59   | エキュリー・ジュディ=ボネ                  | - ジョルジェ・トロワ - ルイ・エリー                               | DB・HBR                          | パナール・0.7リットル水平対向2気筒                   | 209    |
| 21   | S 1.1  | 47   | クーパー・カー・カンパニー                 | - エドガー・ワズウォース - ジョン・ブラウン                       | クーパー・T39                    | コヴェントリー・クライマックス・1.1リットル直列4気筒 | 207    |

### リタイア
| 順位 | クラス | 車番 | チーム                                   | ドライバー                                            | シャーシ                       | エンジン                                             | 周回数 |
| ---- | ------ | ---- | ---------------------------------------- | ----------------------------------------------------- | ------------------------------ | ---------------------------------------------------- | ------ |
| 22   | S 3.0  | 16   | オフィチーネ・アルフィエーリ・マセラティ | - ルイジ・ムッソ - ルイジ・ヴァレンザーノ             | マセラティ・300S               | マセラティ・3.0リットル直列6気筒                     | 239    |
| 23   | S 3.0  | 22   | ブリッグス・カニンガム                   | - ブリッグス・カニンガム - シャーウッド・ジョンストン | カニンガム・C6-R               | オッフェンハウザー・2.9リットル直列4気筒             | 196    |
| 24   | S 5.0  | 7    | ジャガー・カーズ                         | - トニー・ロルト - ダンカン・ハミルトン               | ジャガー・Dタイプ              | ジャガー・3,422cc直列6気筒                           | 186    |
| 25   | S 750  | 52   | ソシエテ・モノポール                     | - ジャン・エマール - ピエール・フレオー               | モノポール・X88                | パナール・0.7リットル水平対向2気筒                   | 145    |
| 26   | S 2.0  | 30   | オトモビル・ゴルディーニ                 | - ジャック・ポレ - エルナルド・ダ・シルヴァ・ラモス   | ゴルディーニ・T15S             | ゴルディーニ・2.0リットル直列8気筒                   | 145    |
| 27   | S 750  | 60   | アウトモビリ・スタンゲリーニ             | - ピエール・デュバル                                  | スタンゲリーニ・750            | フィアット・0.7リットル直列4気筒                     | 136    |
| 28   | S 3.0  | 19   | ダイムラー・ベンツ                       | - ファン・マヌエル・ファンジオ - スターリング・モス   | メルセデス・ベンツ・300SLR     | メルセデス・ベンツ・3.0リットル直列8気筒             | 134    |
| 29   | S 3.0  | 21   | ダイムラー・ベンツ                       | - カール・クリング - アンドレ・シモン                 | メルセデス・ベンツ・300SLR     | メルセデス・ベンツ・3.0リットル直列8気筒             | 130    |
| 30   | S 1.1  | 51   | オトモビル・パナール・エ・ルヴァッソール | - ルネ・コットン - アンドレ・ボールー                 | パナール・VM5                  | パナール・0.9リットル水平対向2気筒                   | 108    |
| 31   | S 5.0  | 5    | スクーデリア・フェラーリ                 | - モーリス・トランティニアン - ハリー・シェル         | フェラーリ・121LM              | フェラーリ・4.4リットル直列6気筒                     | 107    |
| 32   | S 5.0  | 8    | ジャガー・カーズ                         | - ドン・ボーマン - ノーマン・デュイス                 | ジャガー・Dタイプ              | ジャガー・3,422cc直列6気筒                           | 106    |
| 33   | S 3.0  | 24   | アストンマーティン                       | - ロイ・サルヴァドーリ - ペーター・ウォーカー         | アストンマーティン・DB3S       | アストンマーティン・2,922cc直列6気筒                 | 105    |
| 34   | S 3.0  | 12   | "エルデ"                                 | - Pierre-Louis Dreyfus - ジャン・ルーカス             | フェラーリ・750モンツァ        | フェラーリ・3.0リットル直列4気筒                     | 104    |
| 35   | S 750  | 58   | エキュリー・ジュディ=ボネ                | - ポール・アルマニャック - ジェラール・ローロー       | DB・HBR                        | パナール・0.7リットル水平対向2気筒                   | 101    |
| 36   | S 1.1  | 48   | ロータス・エンジニアリング               | - コーリン・チャップマン - ロン・フロックハート       | ロータス・Mk9                  | コヴェントリー・クライマックス・1,097cc直列4気筒     | 99     |
| 37   | S 1.1  | 50   | オトモビル・パナール・エ・ルヴァッソール | - ピエール・シャンセル - ロベール・シャンセル         | パナール・VM5                  | パナール・0.9リットル水平対向2気筒                   | 94     |
| 38   | S 2.0  | 31   | オフィチーネ・アルフィエーリ・マセラティ | - カルロ・トマージ - フランチェスコ・ジャルディーニ   | マセラティ・200S               | マセラティ・2.0リットル直列4気筒                     | 96     |
| 39   | S 5.0  | 1    | アストンマーティン・ラゴンダ             | - レッグ・パーネル - デニス・プーア                   | ラゴンダ・DP166                | ラゴンダ・4.5リットルV型12気筒                       | 93     |
| 40   | S 3.0  | 25   | アストンマーティン                       | - トニー・ブルックス - ジョン・ライズリ・プリチャード | アストンマーティン・DB3S       | アストンマーティン・2,922cc直列6気筒                 | 83     |
| 41   | S 3.0  | 27   | ジャン=ポール・コラ                      | - ジャック・ドウィ                                    | サルムソン・2300S              | サルムソン・2.3リットル直列4気筒                     | 82     |
| 42   | S 5.0  | 3    | スクーデリア・フェラーリ                 | - ウンベルト・マリオーリ - フィル・ヒル               | フェラーリ・121LM              | フェラーリ・4.4リットル直列6気筒                     | 76     |
| 43   | S 1.5  | 38   | ワルター・リッゲンベルグ                 | - ワルター・リッゲンベルグ                            | ポルシェ・550/4スパイダー      | ポルシェ・1.5リットル水平対向4気筒                   | 65     |
| 44   | S 1.5  | 43   | コノート・エンジニアリング               | - ケネス・マクアルパイン - エリック・トンプソン       | コノート・AL/SR                | リー-フランシス・1.5リットル直列4気筒                | 60     |
| 45   | S 2.0  | 69   | アレクサンドル・コンスタンティン         | - ジャック・サヴォイエ - ジャック・ポシェ             | コンスタンティン・Cバルケッタ  | プジョー・2.0リットル直列4気筒                       | 52     |
| 46   | S 5.0  | 4    | スクーデリア・フェラーリ                 | - エウジェニオ・カステロッティ - パオロ・マルゾット   | フェラーリ・121LM              | フェラーリ・4.4リットル直列6気筒                     | 52     |
| 47   | S 1.1  | 46   | キーフト・カーズ                         | - アラン・リッポン - ビル・メリック                   | キーフト                       | コヴェントリー・クライマックス・1.1リットル直列4気筒 | 47     |
| 48   | S 5.0  | 9    | ブリッグス・カニンガム                   | - ウィリアム・スピアー - フィル・ウォルターズ         | ジャガー・Dタイプ              | ジャガー・3,422cc直列6気筒                           | 43     |
| 49   | S 750  | 57   | エキュリー・ジュディ=ボネ                | - ルネ・ボネ - クロード・ストレ                       | DB・HBR                        | パナール・0.7リットル水平対向2気筒                   | 44     |
| 50   | S 5.0  | 11   | クーパー・カー・カンパニー               | - ピーター・ホワイトヘッド - グラハム・ホワイトヘッド | クーパー・T38                  | ジャガー・3,422cc直列6気筒                           | 38     |
| 51   | S 3.0  | 20   | ダイムラー・ベンツ                       | - ピエール・ルヴェー - ジョン・フィッチ               | メルセデス・ベンツ・300SLR     | メルセデス・ベンツ・3.0リットル直列8気筒             | 34     |
| 52   | S 2.0  | 36   | オートモービルズ・フレイザー・ナッシュ   | - セシル・ヴァード - ディック・オドラム               | フレイザーナッシュ・セブリング | ブリストル・2.0リットル直列6気筒                     | 33     |
| 53   | S 750  | 53   | ソシエテ・モノポール                     | - フランシス・ナヴァロ                                | モノポールスポール・X88        | パナール・0.7リットル水平対向2気筒                   | 30     |
| 54   | S 3.0  | 26   | ランス・マックリン                       | - ランス・マックリン - レス・レストン                 | オースチン・ヒーレー 100S      | BMC・2.7リットル直列4気筒                            | 28     |
| 55   | S 1.5  | 42   | MG・カーズ                               | - ディック・ジェイコブス - ジョー・フリン             | MG・EX182                      | MG・1,489cc直列4気筒                                 | 27     |
| 56   | S 750  | 56   | オトモビル・VP                           | - イヴ・ルスール                                      | VP・166R                       | ルノー・0.7リットル直列4気筒                         | 26     |
| 57   | S 3.0  | 15   | オフィチーネ・アルフィエーリ・マセラティ | - ロベルト・ミエレス - チェーザレ・ペルディーサ       | マセラティ・300S               | マセラティ・3.0リットル直列6気筒                     | 24     |
| 58   | S 3.0  | 14   | マイク・スパーケン                       | - マイク・スパーケン - マステン・グレゴリー           | フェラーリ・750モンツァ        | フェラーリ・3.0リットル直列4気筒                     | 23     |
| 59   | S 750  | 61   | ナルディ・アウトモビーリ                 | - Dr. Mario Damonte - ロジェール・クロヴェット        | ナルディ・750LM                | ジャンニーニ・0.7リットル直列4気筒                   | 5      |
| 60   | S 1.5  | 39   | キーフト・カーズ                         | - ベルウィン・バクスター - ジョン・ディーリー         | キーフト                       | コヴェントリー・クライマックス・1.5リットル直列4気筒 | 4      |